# Joh’s Stübben
Die Firma Stübben ist ein deutsch/schweizerisches Unternehmen für Reitsportzubehör mit Standorten unter anderem in Krefeld und Stans.

## Geschichte

### Gründergeneration
Im Jahr 1894 eröffnete der Sattlermeister Johannes Stübben in Krefeld eine Manufaktur und konnte sich in der Stadt etablieren.
1906 führte der damalige deutsche Kaiser Wilhelm II. die Husaren in Krefeld ein, deren Offiziere zur Kundschaft Stübbens zählten.

### Zweite Generation
Kurz nach Ende des Ersten Weltkrieges feierte Stübben im Jahr 1919 das 25-jährige Jubiläum. Carl, der älteste Sohn der Familie, trat im gleichen Jahr in den väterlichen Betrieb ein. Carl Stübben, der wie sein Vater das Sattlerhandwerk erlernte und Erfahrungen bei verschiedenen Sattelmachern sammelte, sah sich vor neue Aufgaben gestellt. Zwar hatte Krefeld nun keine Husaren mehr, der Reitsport gewann jedoch von Jahr zu Jahr mehr Liebhaber und hatte den Fahrsport bald überflügelt, wodurch die Nachfrage nach Sätteln und Zäumen stetig stieg.
Im Jahr 1921 heiratete Carl seine Frau Auguste, die sich auch nach der Geburt ihres Sohnes Werner um das Ladenlokal kümmerte. Ihr besonderes Interesse galt Lederwaren wie Handtaschen, Koffern und Accessoires.
Am 15. März 1944 feierte Joh’s Stübben am Ostwall 185 in Krefeld 50-jähriges Geschäftsjubiläum.

### Dritte Generation
Nach dem Ende des Zweiten Weltkrieges war ein kompletter Neuanfang unausweichlich. Haus und Werkstatt wurden wieder aufgebaut und alte Geschäftsverbindungen neu geknüpft. Mitten in dieser Zeit des Neubeginns starb im Jahr 1947 der Firmengründer Johannes Stübben.
Nach der Währungsreform 1948 wurde die Materialversorgung einfacher und so wuchs der Neubau am Ostwall stetig, bis er schließlich im August 1949 fertiggestellt wurde.
Die Firma nahm von da an wieder ihre Geschäfte auf. Seit dem Tode von Werner Stübben im Jahr 1998 leiten dessen Söhne Ralph und Frank Stübben das Unternehmen in vierter Generation eigenständig.

## Internationalisierung/Standorte
„Freie Märkte bieten Wachstum.“ Unter diesem Motto zog es Werner Stübben 1966 mit seinem Unternehmen in die Schweiz. Die Stübben Riding-Equipment GmbH in Stans, Nidwalden ist seither logistisches Zentrum des Unternehmens und beliefert die Weltmärkte, während die Joh’s Stübben KG in Krefeld primär für den deutschen und niederländischen Markt zuständig ist. Darüber hinaus existieren eine Vielzahl von Vertriebsgesellschaften sowie Franchisepartner wie beispielsweise Stübben North America in Troy in Virginia oder Stübben Riding Equipment UK & Ireland Ltd. in Corby, Northamptonshire.

### Produktion
Die Produktion von Sätteln und Reitsportzubehör findet ausschließlich in Europa statt. Hauptstandorte der Manufakturen sind Stans in der Schweiz sowie seit Januar 2000 Kempen am Niederrhein.
Die Räumlichkeiten in Kempen beherbergen Büros, Produktionsfläche, Fertigwarenlager sowie seit November 2011 die Gläserne Manufaktur Stübben. Weiterhin ist die Joh’s Stübben KG Gründungsmitglied der Initiative Deutsche Manufakturen – Handmade in Germany.
In Kempen am Niederrhein bietet das Unternehmen seit Ende 2011 seinen Kunden die Möglichkeit, die Produktion eines Sattels vor Ort mitzuerleben. Auf über 400 m² werden neben der Firmenhistorie insbesondere das entscheidende Material, nämlich Leder sowie die daraus entstehenden Produkte vorgestellt. Des Weiteren werden in der Gläsernen Manufaktur Stübben seit Januar 2012 regelmäßig Seminare zum Thema Reitsport abgehalten.